# Zgromadzenie Narodowe (Kambodża)
Zgromadzenie Narodowe (Radhsphea ney Preah Recheanachakr Kampuchea) – izba niższa bikameralnego parlamentu Kambodży. Izbą wyższą jest Senat. Zgromadzenie Narodowe liczy 123 deputowanych wybieranych w wyborach powszechnych na pięcioletnią kadencję. Na potrzeby wyborów kraj podzielony jest na 21 okręgów wyborczych. Stosuje się ordynację proporcjonalną.